# 메가비조스
메가비조스(고대 그리스어: Μεγάβυζος, 고대 페르시아어: Bagabuxša, 신이 구원한을 뜻함)는 페르시아 제국 아케메네스 왕조의 장군으로, 조피로스의 아들이며, 바빌로니아의 태수였다.

## 생애
그의 아버지는 기원전 482년 태수들이 반란을 일으켰을 때 살해당했다. 메가비조스는 군을 이끌고 도시를 탈환했으며, 미래의 반란을 예방하기 위해 마르두크 신의 상을 파괴했다. 이어 메가비조스는 그리스 원정에 참여했다. 헤로도투스는 그가 델포이를 약탈하라는 명령을 거부했지만, 그런 명령이 내려진 것 자체가 의심스럽다고 주장했다.
신뢰하기엔 모자라지만 종종 유일한 출처가 되기도 하는 크테시아스에 따르면, 메가비조스의 아내이자 크세르크세스의 딸인 아미티스가 직후 간음으로 기소당했다고 한다. 그래서, 메가비조스는 황제를 암살하려는 아르타바노스의 음모에 가담을 하게 되었지만, 새 황제 아르타크세르크세스를 죽일 수 있기도 전에 그를 배신한다. 전투에서 아르타바노스의 아들이 죽고, 메가비조스는 부상을 입지만, 아미티스는 그를 위해 개입을 하고, 그는 치료를 받는다.
이 사건 직후, 메가비조스는 시리아의 태수가 되었다. 프리기아의 태수 아르타바조스와 함께, 그는 페르시아 군의 사령관으로 이집트의 아나로스와 그를 지원하는 아테네의 반란을 진압하는데 파견이 되었다. 그후 그들은 키프로스로 관심을 돌렸고, 그곳은 키몬이 이끄는 아테네 인들에 의해 공격을 받고 있었다. 직후, 페르시아와 아테네 사이의 적대 관계가 〈칼리아스의 평화〉라고 불리는 강화조약에 의해 해소된다.
얼마 후엔 메가비조스 자신이 반란을 일으킨다. 크테시아스는 그 이유를 메가비조스가 해치지 않겠다고 약속을 했음에도 불구하고 아메스트리스가 반란을 일으킨 이집트 포로들을 처형했기 때문이라고 말했다. 이집트의 유시리스와 왕의 조카인 메노스타네스가 이끄는 군대가 그를 진압하기 위해 파병되었고, 장군들끼리 기사전을 벌여 메가비조스가 승리를 거둔다. 왕은 그의 형제 아르타리오스, 환관 아르토카레스와 아미티스를 평화 사절로 파견한다. 그의 명예가 회복되었기 때문에, 항복을 하고, 용서를 박고 그의 자리를 유지하게 된다. 얼마 후 그는 아르타크세르크세스를 사냥에서 사자로부터 구하게 되었지만, 먼저 죽으라는 황명을 위반했다고 크리타이로 추방당하지만 문둥병에 걸린 체 함으로써 수사로 돌아와 사면을 받는다.
메가비조스는 그 직후 76세로 세상을 떠난다. 그의 아들 조피로스 2세는 아테네를 방문한 것으로 알려져 있으며, 아버지가 추방당해 있는 동안, 카우로스를 습격하는 것을 도왔지만, 바위에 맞아 죽게 된다.

## 같이 보기
- 메가바테스